# Форт-Ли
Форт-Ли (англ. Fort Lee) ― боро на восточной границе округа Берген, штат Нью-Джерси, в Соединённых Штатах, расположенный вдоль реки Гудзон на вершине Палисейдс.
По данным переписи населения Соединённых Штатов 2010 года, население района составляло 35 345 человек, что отражает снижение на 116 (-0,3 %) по сравнению с 35 461, учтенными в переписи 2000 года, которое, в свою очередь, увеличилось на 3464 (+10,8 %) по сравнению с 31 997, учтенными в переписи 1990 года. Наряду с другими общинами округа Берген, это один из крупнейших и быстрорастущих этнических корейских анклавов за пределами Кореи.
Форт Ли назван в честь места расположения военного лагеря времен Войны за независимость США. На рубеже 20-го века он стал родиной американской киноиндустрии. В 1931 году район стал западной конечной станцией моста Джорджа Вашингтона, который пересекает реку Гудзон и соединяется с районом Манхэттен в Нью-Йорке. Население Форт-Ли и плотность застройки значительно возросли в 1960-х и 1970-х годах в связи со строительством высотных жилых домов.